# Willem de Beer
Willem de Beer (wym. [vəlɛm dɛ bɪər]; ur. 14 marca 1988) – południowoafrykański lekkoatleta specjalizujący się w biegach sprinterskich.
W 2005 odpadł w półfinale biegu na 400 metrów podczas rozegranych w Marrakeszu mistrzostw świata juniorów młodszych. Brał udział w mistrzostwach świata juniorów w 2006 jako członek sztafet 4 x 100 i 4 x 400 metrów, które udział w tej imprezie kończyły w eliminacjach. Na uniwersjadzie w Bangkoku (2007) był czwarty w biegu indywidualnym na 400 metrów oraz sztafecie 4 x 400 metrów. W 2011 zdobył brązowy medal uniwersjady oraz srebrny mistrzostw świata w biegu rozstawnym 4 x 400 metrów. Medalista mistrzostw RPA.
Rekord życiowy w biegu na 400 metrów: 45,68 (26 marca 2011, Germiston).